# Das kleine Chaos
Das kleine Chaos ist ein Kurzfilm in Schwarzweiß des deutschen Regisseurs, Autors und Darstellers Rainer Werner Fassbinder. Er wurde im Januar 1967 in München gedreht und im gleichen Jahr zum ersten Mal gezeigt. Zusammen mit den Kurzfilmen This Night und Der Stadtstreicher gehört Das kleine Chaos zu den ersten Filmen des damals 21-Jährigen. Fassbinders Mutter (Lilo Pempeit) spielt hier die erste von vielen weiteren Rollen in seinen Filmen.

## Handlung
Franz, Theo und Marite sind drei junge Leute, die in München Zeitschriften-Abonnements werben. Sie haben aber in diesem Haustürgeschäft wenig Erfolg. Eines Tages überfallen sie, frustriert und in Geldnot, eine Frau in ihrer Wohnung und rauben ihr Bargeld, wobei Franz die Frau mit einer Pistole bedroht. Als sie nach einer mit Beethovens 5. Klavierkonzert unterlegten kleinen Feier in der Wohnung des Opfers überlegen, was sie mit dem erbeuteten Geld machen sollen, meint der vom damals 21-jährigen Fassbinder gespielte Franz mit Blick in Richtung der Kamera: „Ich? Ich geh ins Kino!“ Dazu ertönt der Song I Can’t Control Myself von The Troggs beginnend mit dem Seufzer: „Oh no!“

## Kritiken
„Im Kleinen Chaos wird zum ersten Mal Fassbinders Faszination durch das amerikanische Kino spürbar. Die Gesten und Handlungen der drei Mini-Gangster sind Hollywood-Vorbildern nachempfunden. Fassbinder variiert das Schema allerdings inhaltlich. Er erfüllt sich den Wunsch, der im Film einmal ausgesprochen wird: ‚Ich möcht endlich mal’n Krimi sehen, der gut ausgeht.‘“

„Während der erste Kurzfilm Der Stadtstreicher ein cineastischer Gruß an Rohmer war, ist Das kleine Chaos eine Reverenz an Godards Vivre sa vie (Die Geschichte der Nana S.), mit einem zentralen visuellen Zitat aus Godards Film: Fassbinder liest aus einem Buch in einer langen Einstellung, in der das Buch seinen Mund bedeckt. Es handelt sich übrigens um Henry de Montherlants Roman Die jungen Mädchen, der Fassbinder später als Inspirationsquelle für Satansbraten diente.
Der letzte Satz, den Fassbinder liest, lautet: „Alles, was mir weh tut, tut mir wohl“, eine sehr relevante Einführung in ein Lebenswerk, das in beispielloser Weise eine Ergründung des Masochismus ist. Anschließend streichelt Fassbinder seinen Revolver mit einer Onanierbewegung: ein Auftakt zu der starken Verknüpfung von Liebe, sexueller Frustrationen und Gewalt, die auch ein Hauptthema seiner zukünftigen Produktionen sein wird. Das kleine Chaos enthält außerdem kurze Reverenzen an Raoul Walsh und François Truffaut.“